# New New York (Glee)
"New New York" er 14. episode af den femte sæson af den amerikanske tv-serie Glee og 102. overordnet set. 